# INHA
INHA (англ. Inhibin alpha subunit) – білок, який кодується однойменним геном, розташованим у людей на короткому плечі 2-ї хромосоми.  Довжина поліпептидного ланцюга білка становить 366 амінокислот, а молекулярна маса — 39 670.
| 10         |  | 20         |  | 30         |  | 40         |  | 50         |
| ---------- |  | ---------- |  | ---------- |  | ---------- |  | ---------- |
| MVLHLLLFLL |  | LTPQGGHSCQ |  | GLELARELVL |  | AKVRALFLDA |  | LGPPAVTREG |
| GDPGVRRLPR |  | RHALGGFTHR |  | GSEPEEEEDV |  | SQAILFPATD |  | ASCEDKSAAR |
| GLAQEAEEGL |  | FRYMFRPSQH |  | TRSRQVTSAQ |  | LWFHTGLDRQ |  | GTAASNSSEP |
| LLGLLALSPG |  | GPVAVPMSLG |  | HAPPHWAVLH |  | LATSALSLLT |  | HPVLVLLLRC |
| PLCTCSARPE |  | ATPFLVAHTR |  | TRPPSGGERA |  | RRSTPLMSWP |  | WSPSALRLLQ |
| RPPEEPAAHA |  | NCHRVALNIS |  | FQELGWERWI |  | VYPPSFIFHY |  | CHGGCGLHIP |
| PNLSLPVPGA |  | PPTPAQPYSL |  | LPGAQPCCAA |  | LPGTMRPLHV |  | RTTSDGGYSF |
| KYETVPNLLT |  | QHCACI     |  |            |  |            |  |            |

A: Аланін

C: Цистеїн

D: Аспарагінова кислота

E: Глутамінова кислота

F: Фенілаланін

G: Гліцин

H: Гістидин

I: Ізолейцин

K: Лізин

L: Лейцин

M: Метіонін

N: Аспарагін

P: Пролін

Q: Глутамін

R: Аргінін

S: Серин

T: Треонін

V: Валін

W: Триптофан

Кодований геном білок за функціями належить до гормонів, факторів росту. 
Задіяний у такому біологічному процесі як поліморфізм. 
Секретований назовні.